# Clouseau (banda)
Clouseau es un grupo belga de pop, que ha tenido varios éxitos en Bélgica y en los Países Bajos desde su establecimiento a mediados de los 80. Vienen de la parte flamenca, hablante neerlandesa de Bélgica llamada Flandes. Su música es principalmente en neerlandés, aunque tuvieron un pequeño periodo en inglés. Sus éxitos más famosos son Daar gaat ze ("Ahí va", un #1 en los Países Bajos) en 1990 y Passie ("Pasión", un #1 en los Países Bajos en 1995).
Clouseau fue fundada en 1984 por Bob Savenberg, quien nombró a la banda en honor al Inspector Clouseau, un personaje al que disfrutaba imitando y en honor al cual nombró su estación de radio.

## Trayectoria musical
Inicialmente, Clouseau sólo interpretaba en actos locales, los cuales eran exitosos. El cantante Koen Wauters dejó el grupo para cantar en otra banda local, pero en 1987 fue persuadido para regresar.
En 1987 fueron descubiertos en el festival de Marktrock en Lovaina, Bélgica. Su primer sencillo Brandweer ("Departamento de incendios", también una broma que puede ser interpretado como "Ardiendo de nuevo") vendió 427 copias. Su debut de televisión siguió en noviembre del mismo año.
En 1989 Clouseau participó en las audiciones belgas para el Festival de la Canción de Eurovisión con la canción Anne. Clouseau terminó en segundo lugar, pero Anne se convirtió en un gran éxito en Bélgica y en uno menor en los Países Bajos. La popularidad de Clouseau en Bélgica se disparó y ese año produjeron su primer sencillo, Hoezo? ("¿Cómo así?").
En 1990 el sencillo Daar gaat ze fue un gran éxito en Bélgica y en los Países Bajos, y varios éxitos siguieron. El 30 de septiembre del mismo año, Tjen Berghmans dejó el grupo.
En octubre de 1990 Clouseau lanzó su segundo álbum, Of zo... ("O así..."). En marzo de 1991, Karel Theys dejó el grupo, dejando al grupo con solo tres miembros. En ese año Clouseau terminó en 16º lugar en el Festival de la Canción de Eurovisión con Geef Het Op pero su participación resultó en su lanzamiento a nivel europeo. Su álbum en inglés, Close Encounters fue especialmente un éxito en Alemania. Durante este tiempo, CLouseau también produjo álbumes en vivo.
En 1993 siguió un álbum en neerlandés, Doorgaan ("Continuar"). Al mismo tiempo, Clouseau comenzó una gira europea como parte del programa de la banda Rozette. El segundo álbum en inglés, In every small town fue grabado en Los Ángeles. Sin embargo, el álbum falló con los críticos, recibiendo poca atención fuera de los países Benelux. Desde entonces, Clouseau se ha abstenido de hacer música en inglés.
En 1995 vio el álbum Oker ("Ocre"), la cual incluía el sencillo Passie. En 1996, el fundador Bob Savenberg dejó al grupo. En septiembre del mismo año lanzaron el álbum Adrenaline ("Adrenalina"). Una gran gira siguió a la producción del álbum.
El 22 de diciembre de 1998 el cantante Koen Wauters se casó con la periodista de televisión neerlandesa Carolyn Lilipaly (se divorciaron en 2002). En 1999 lanzaron el álbum In Stereo. Clouseau también comenzó a tomar una nueva dirección. Un álbum en vivo fue lanzado en el 2000, y Clouseau comenzó una neva gira en Bélgica y los Países Bajos.
En 2001, Clouseau lanzó con el CD orientado hacia el disco En Dans ("Y Baile") - con arte de Marcel Vanthilt - y la canción homónima se convirtió en un gran éxito. Mientras los fanáticos esperaban nuevo material, los dos miembros de la banda presentaron Idool 2003 e Idol 2004 (la versión belga de "Idol") en VTM. En octubre lanzaron el álbum Vanbinnen ("Dentro").
De algunos años hasta ahora (2002-2003-2004-2005) Clouseau ha estado dando conciertos en Het Sportpaleis (arena deportiva) en Amberes. Esos conciertos, interpretados alrededor del periodo de Navidad, han tenido gran éxito, y siempre están agotados mucho tiempo antes y han tenido como resultado la adición de múltiples fechas cada año. En 2005 se dieron 13 conciertos para más de 200,000 visitantes (13 x 17,500). Debido a la participación de Koen en el Rally Dakar no se ofrecieron más conciertos ese año.
Clouseau interpretó en Amberes en los conciertos 0110 por la tolerancia, organizados por Tom Barman. Para diciembre de 2006, 7 conciertos (Clouseau Speciale Editie) ya estaban agendados.
La banda lanzó su último CD Vonken & Vuur ("Chispas & Fuego") en marzo de 2007.

## Miembros
- Tjen Berghmans (hasta septiembre de 1990)
- Karel Theys (hasta marzo de 1991)
- Bob Savenberg (hasta 1996)
- Kris Wauters
- Koen Wauters

## Banda
- Frank Michiels (Percusiones)
- Hans Francken (Teclados)
- Herman Cambré (Tambores)
- Eric Melaerts (Guitarra)
- Tom Vanstiphout (Guitarra)
- Vincent Pierens (Guitarra)

## Discografía
- Hoezo? (1989)
- Of zo... (1990)
- Close Encounters (1991)
- Live '91 (1991)
- Doorgaan (1993)
- In Every Small Town (1993)
- Het Beste van (1993)
- Oker (1995)
- Adrenaline (1996)
- 87- 97 (1997)
- In Stereo (1999)
- Live (2000)
- Ballades (2001)
- En Dans (2001)
- Live in het Sportpaleis DVD ("En vivo desde el Palacio de los Deportes, Amberes") (2003)
- Vanbinnen (2004)
- Clouseau in 't lang DVD ("En vivo desde el Palacio de los Deportes, Amberes") (2006)
- Vonken en Vuur (2007)
- Zij Aan Zij (2009)
- Ballades (2010)
- Clouseau (2013)

| Predecesor: Philippe Lafontaine con Macédomienne | Bélgica en el Festival de Eurovisión 1991 | Sucesor: Morgane con Nous On Veur Des Violons |